# Eraric
Eraric (mất năm 541) là vua của người Ostrogoth, được bầu làm vua dưới tư cách là người nổi bật nhất trong số những người Rugii, liên minh với người Ostrogoth. Ông triệu tập một hội đồng để thuyết phục liên minh giảng hòa với hoàng đế Đông La Mã [Justinianus], dưới quyền bá chủ của La Mã. Những người Ostrogoth chủ chiến đã phản đối cuộc đàm phán, và thay vào đó, họ chọn cháu trai của [Ildibad] là Totila. Ngay sau đó, Eraric đã bị những người theo Totila giết chết.